# Dugesia congolensis
Dugesia congolensis és una espècie de triclàdide dugèsid que habita l'aigua dolça al districte d'Uvira, a la República Democràtica del Congo. Com a tret característic i exclusiu de l'espècie, D. congolensis combina un oviducte comú amb un conducte ejaculador central. L'holotip de l'espècie s'ha perdut i és considerada species inquirenda.

## Descripció
La musculatura externa de la faringe consta de tres capes. Els oviductes formen un oviducte comú d'aproximadament 100 µm, que s'obre al canal de la bursa. El canal de la bursa segueix un curs sinuós, i s'obre al lateral de l'atri, que no està dividit. El bulb penià és muscular i la vesícula seminal té forma de pera. La papil·la peniana és gran i allargada. El conducte ejaculador corre central dins la papil·la peniana i s'obre terminalment, rodejat per glàndules penianes. El diafragma està posicionat a la part basal del penis.